# Adomia avicenniae
Adomia avicenniae är en svampart som beskrevs av S. Schatz 1985. Adomia avicenniae ingår i släktet Adomia, klassen Sordariomycetes, divisionen sporsäcksvampar och riket svampar.   Inga underarter finns listade i Catalogue of Life.